# Robert Taschereau

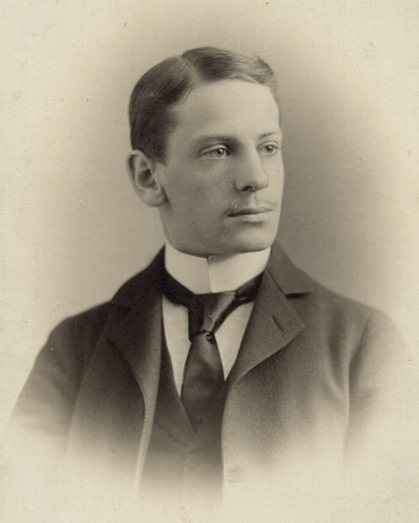
Robert Taschereau

Robert Taschereau, PC, CC (* 10. September 1896 in Québec; † 26. Juli 1970) war ein kanadischer Richter und Politiker. Er gehörte von 1940 bis 1967 dem Obersten Gerichtshof von Kanada an und war ab 1963 dessen Vorsitzender (Chief Justice).

## Biografie
Taschereau entstammte einer der einflussreichsten Familien Québecs. Sein Vater Louis-Alexandre war Premierminister der Provinz gewesen, sein Großvater Jean-Thomas hatte dem Obersten Gerichtshof angehört. Ein weiter entfernter Verwandter, Henri-Elzéar war von 1902 bis 1906 Vorsitzender des Obersten Gerichtshofes gewesen.
Taschereau studierte Recht an der Université de Laval und erhielt 1920 die Zulassung als Rechtsanwalt, woraufhin er in die Kanzlei seines Vaters eintrat. Teilzeitlich lehrte er Strafrecht an seiner Universität. Für die Parti libéral du Québec war er von 1930 bis 1936 Abgeordneter in der Nationalversammlung von Québec. Premierminister William Lyon Mackenzie King ernannte ihn am 9. Februar 1940 zum Richter am Obersten Gerichtshof von Kanada, als Nachfolger seines ehemaligen Kanzleipartners Lawrence Cannon. 1946 leiteten Taschereau und sein Richterkollege Roy Kellock jene Kommission, die den Fall des übergelaufenen sowjetischen Spions Igor Gusenko untersuchte.
Am 22. April 1963 ernannte Premierminister Lester Pearson Taschereau zum Chief Justice. Da nach dem Tod von Generalgouverneur Georges Vanier bis zur Ernennung eines Nachfolgers mehr als sechs Wochen verstrichen, übernahm er im März/April 1967 zusätzlich das Amt eines kommissarischen Generalgouverneurs und vertrat somit das Staatsoberhaupt. Am 1. September 1967 trat er zurück.